# Kostel svatého Ferdinanda (Chvalkovice na Hané)
Římskokatolický farní Kostel svatého Ferdinanda  je kostel, jenž stojí ve vesnici Chvalkovice na Hané poblíž okresního města Vyškov.

## Historie
Kostel byl postaven v 17. století původně v gotickém stylu, později upraven do stylu barokního.